# Ara Chaczatrian
Ara Chaczatrian (orm. Արա Խաչատրյան, ur. 13 września 1982 w Giumri) – ormiański sztangista, brązowy medalista mistrzostw świata i trzykrotny wicemistrz Europy.

## Kariera
Pierwszy sukces w karierze osiągnął w 1998 roku, kiedy zdobył srebrny medal na mistrzostwach świata juniorów w A Coruñii. Wśród seniorów pierwszy medal zdobył w 2006 roku, zajmując trzecie miejsce w wadze średniej na mistrzostwach świata w Santo Domingo. W zawodach tych wyprzedzili go jedynie Turek Taner Sağır i Chińczyk Li Hongli. W tej samej kategorii wagowej wywalczył następnie srebrne medale na mistrzostwach Europy w Strasburgu w 2007 roku i mistrzostwach Europy w Lignano Sabbiadoro rok później. Najpierw pokonał go jego rodak, Gework Dawtian, a następnie lepszy był Rosjanin Oleg Pieriepieczenow. Podczas igrzysk olimpijskich w Pekinie zajął 7. miejsce z wynikiem 353 kg w dwuboju.
Od 2009 roku startuje w wadze lekkociężkiej, w której zdobył srebrny medal na mistrzostwach Europy w Mińsku. Rozdzielił tam na podium kolejnego rodaka, Geworika Poghosjana i Mikałaja Nowikau z Białorusi. W 2012 roku wystartował na igrzyskach olimpijskich w Londynie, gdzie spalił wszystkie próby w rwaniu i ostatecznie nie był klasyfikowany.

## Osiągnięcia
| Rok  | Zawody             | Miasto             | Miejsce | Kategoria | Wynik  |
| ---- | ------------------ | ------------------ | ------- | --------- | ------ |
| 2006 | Mistrzostwa świata | Santo Domingo      | 3       | do 77 kg  | 357 kg |
| 2007 | Mistrzostwa Europy | Strasburg          | 2       | do 77 kg  | 361 kg |
| 2008 | Mistrzostwa Europy | Lignano Sabbiadoro | 2       | do 77 kg  | 361 kg |
| 2010 | Mistrzostwa Europy | Mińsk              | 2       | do 85 kg  | 369 kg |